# Ucuro-bune

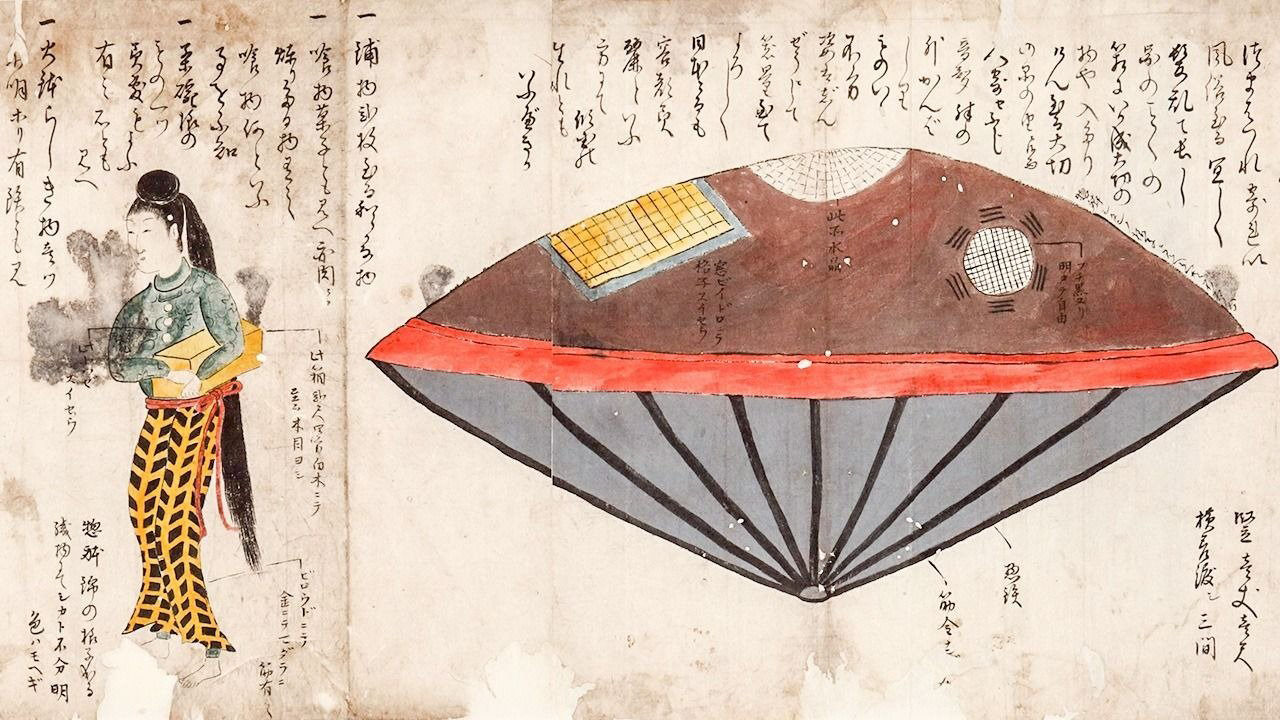
Utsuro-bune. Manjudo, podivný člun, se vynořil na břehu pod lénem lorda Ogasawary.

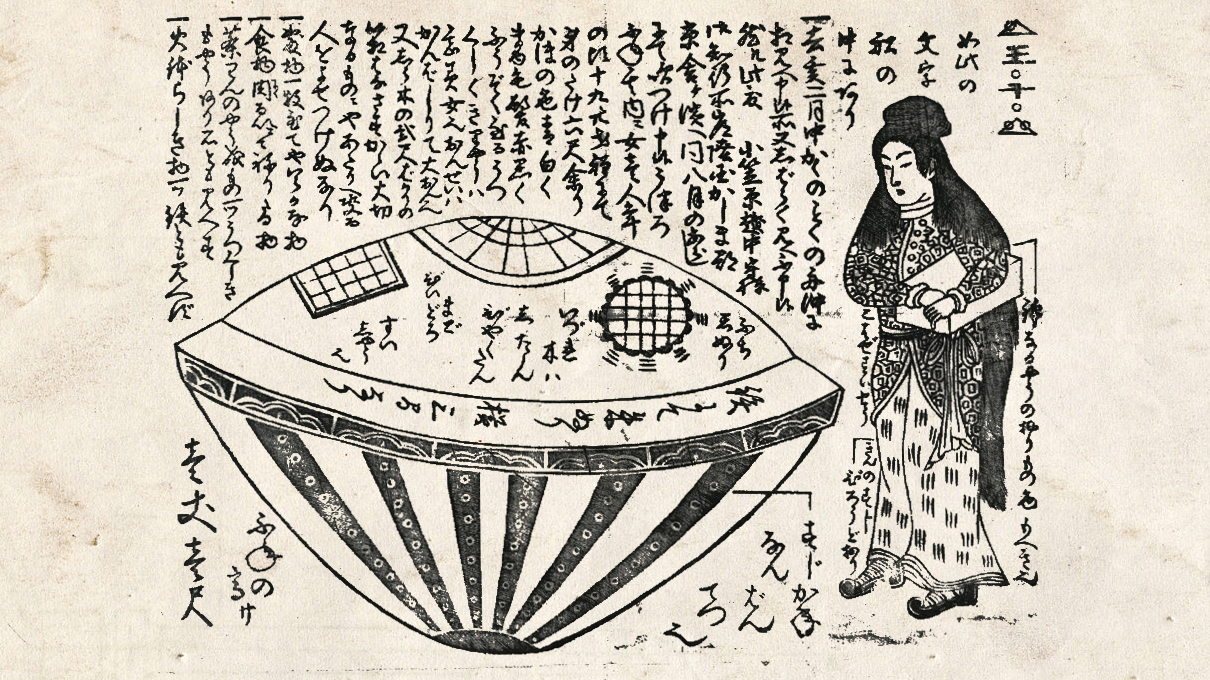
Ucuro-bune na kresbě tuší z roku 1844

Ucuro-bune (虚舟, doslova dutá loď) je příběh ze starých japonských kronik, vyprávějící o záhadné ženě, která se vynořila z moře.
Primárním zdrojem informací je kniha Příběhy z králičí zahrady, kterou vydal roku 1825 Kjókutei Bakin, a anonymní spis Příběh o ztroskotání z roku 1835. Podle jejich podání byli v únoru nebo březnu 1803 rybáři na pobřeží provincie Hitači svědky toho, jak k břehu připlulo podivné plavidlo. Mělo tvar nádoby na pálení vonných látek (spodní část ve tvaru obráceného kužele a horní polovina vypouklá), měřilo přes pět metrů v průměru a přes tři metry na výšku a bylo zhotoveno ze santalového dřeva a kovu, se skleněnými okýnky. Z něho vystoupila mladá žena s bílou pletí a světlými vlasy, která hovořila neznámým jazykem. Držela skříňku asi půl metru dlouhou, kterou nechtěla dát z ruky ani do ní nikoho nenechala nahlédnout. Uvnitř lodi byly nalezeny zásoby jídla a pití, rohože z neznámé látky a nápisy, které nikdo nedokázal rozluštit. Když domorodci viděli, že se s návštěvnicí nemohou nijak domluvit, posadili ji zpátky do lodi a odstrčili od břehu.
Vysvětlení události je nejasné. Mohlo jít o čistý výplod fantazie nebo o zkomolenou verzi staršího příběhu (historik Kunio Janakita zmiňuje, že motiv dívky, která přišla z moře, se objevuje v japonských legendách už od 8. století). Kjókutei Bakin uvádí domněnku, že žena v lodi byla princeznou z cizí země, která navázala milostný poměr s poddaným. Za trest byl mladík popraven a dívka vypovězena ze země. Ve schránce pak s sebou nosila právě hlavu mrtvého milence. Vzhledem k tomu, že Japonsko bylo v období Edo zcela izolováno od zbytku světa, případné setkání s cizinkou, patrně zachráněnou ze ztroskotané lodi (žena podle popisu patřila k europoidní rase, ačkoli na dobových ilustracích je vzhledem ke konvenci zobrazována jako Japonka) mohlo na venkovany silně zapůsobit a dát prostor k různým spekulacím a vymýšlení barvitých podrobností. Není ani vyloučeno, že se rybáři stali nedobrovolnými svědky zkoušky nového plavidla: první funkční ponorku spustil na vodu Robert Fulton roku 1800. Záhadologové poukazují na podobnost ucuro-bune s létajícím talířem a tvrdí, že osoba popisovaná v legendě byla návštěvnicí z jiné planety nebo že šlo o případ cestování časem. Existují také spekulace o USO (Unidentified submerged object, neidentifikovaný podmořský předmět), podle nichž létající talíře neřídí mimozemšťané, ale příslušníci dosud neobjevené podmořské civilizace. V této souvislosti se poukazuje na to, že oblast jihovýchodně od ostrova Honšú bývá nazývána Ďáblovo moře nebo Dračí moře a váže se k ní řada strašidelných pověstí, takže je v populární literatuře srovnávána s Bermudským trojúhelníkem. 
Ucuro-bune je dosud populárním námětem sešitů manga, na místě údajného přistání byla jako turistická atrakce vybudována replika duté lodi.